# ビル・ペイン
ビル・ペイン（Bill Payne、1949年3月12日 - ）は、アメリカ合衆国のキーボーディスト、ピアニスト、作曲家。ルーツ・ロック・バンドであるリトル・フィートの結成当初からのメンバーで知られているほか、様々なアーティスト・バンドのサポート活動を行っている。

## 来歴
ビル・ペインは、南部テキサス州・マクレナン郡ウェーコで生まれた。
1969年に、ローウェル・ジョージと知り合い、彼の紹介でフラタニティ・オヴ・マンというロック・グループに参加。この際、同バンドで後にリトル・フィートでドラムを担当するリッチー・ヘイワードと知り合った。解散して間もなく、ローウェルの誘いでルーツ・ロック・グループ、リトル・フィートを結成した。ローウェルが亡くなったのちも、再結成を経て、バンドのメンバーとして活動した。なお2010年に、ガンの治療に専念していたリッチー・ヘイワードが死去している。
また、バンド以外にも、エルトン・ジョン、ドゥービー・ブラザーズ、ピンク・フロイド、エミルー・ハリス、ジェイムス・テイラー、ジャクソン・ブラウン、ボニー・レイット、ボブ・シーガー、ジョン・ケイル、ヘレン・ワトソン、スティーヴィー・ニックス、J・J・ケイルなど様々なミュージシャンと共演している。他にも、ショッキング・エジソンというサイドプロジェクトでも活動している。また、フィル・レッシュ&フレンズ、レフトオーヴァー・サーモン、ドゥービー・ブラザーズには、正式メンバーとして加入した。